# 恋焦がれて
「恋焦がれて」（こいこがれて）は、BENIのユニバーサルミュージック移籍第3弾シングル。全シングルの11枚目である。

## 概要
- 3枚隔月リリース・シングル第2弾。
- 「レコチョク」CMソング、日本テレビ『音楽戦士 MUSIC FIGHTER』のPOWER PLAY曲。

## 収録曲
1. 恋焦がれて
  - 作詞：BENI・藤林聖子／作曲・編曲：今井大介
  - 「レコチョク」CMソング、日本テレビ「音楽戦士 MUSIC FIGHTER」のPOWER PLAY曲。
2. CRUISE the WORLD
  - 作詞：BENI／作曲・編曲：今井大介
3. FOREVER 21
  - 作詞：BENI／作曲：BENI・YANAGIMAN／編曲：YANAGIMAN
  - ファッションブランド「FOREVER 21」とのコラボソング。YANAGIMANの久々プロデュースした楽曲（アルバム「GEM」から約2年1ヶ月ぶりとなった）。
4. 恋焦がれて (Instrumental)